# 60e division d'infanterie (France)
Pour les articles homonymes, voir 60e division.
 (décembre 2021).
La 60e division d'infanterie est une division d'infanterie de l'armée de terre française qui a participé à la Première Guerre mondiale et à la Seconde Guerre mondiale.

## Les chefs de la60edivisiond’infanterie
- 2 août 1914 : général Joppé
- 25 septembre 1914 : général Réveilhac
- 17 février 1916 : général Patey
- 24 février 1918 - 4 avril 1919 : général Jacquemot.
- 1939 : général de Montalivet
- janvier - mai 1940 : général Deslaurens (tué au combat le 17 mai 1940)
- Mai 1940 : général Tesseire

## La Première Guerre mondiale

### Composition au cours de la guerre
- 202e régiment d’infanterie d’août 1914 à novembre 1918
- 225e régiment d’infanterie d’août 1914 à novembre 1918
- 247e régiment d’infanterie d’août 1914 à mars 1917
- 248e régiment d’infanterie d’août 1914 à novembre 1918
- 271e régiment d’infanterie d’août 1914 à juin 1916 (dissolution)
- 336e régiment d’infanterie d’août 1914 à juin 1916 (dissolution)
- un bataillon de pionniers du 28e régiment d’infanterie territoriale d'août à novembre 1918

À partir d'août 1914, les 247e, 248e et 271e RI sont regroupés dans la 119e brigade et les 202e, 225e et 336e RI dans la 120e brigade. Les brigades sont dissoutes en mars 1917.
L'artillerie est formée d'un groupe de 75 du 7e régiment d'artillerie de campagne, d'un du 10e régiment d'artillerie de campagne et d'un du 50e régiment d'artillerie de campagne. Ces trois groupes sont regroupés en avril 1917 pour former le 207e régiment d'artillerie de campagne. L'artillerie est renforcée par le 7e groupe du 110e régiment d'artillerie lourde (canons de 155 C) à partir de juin 1918.

### Historique

#### 1914
- Mobilisée dans la 10e région.

- 8 - 11 août : Transport par V.F. dans la région de Rethel.
- 11 – 18 août : Concentration vers Pauvres.
- 18 – 24 août : Mouvement vers le nord, puis occupation des passages de la Semoy, de Bohan à Alle : 23 août, combat de Mogimont.
- 24 – 29 août : Repli sur Donchery et défense des passages de la Meuse dans cette région : 26 août, combat d'Hannogne-Saint-Martin et le 28 août, combat du bois de la Marfée (Bataille de la Meuse).
- 29 août – 6 septembre : Poursuite du repli en direction d'Attigny, puis de Fère-Champenoise, par Aulnay-sur-Marne : 30 août, combat de Tourteron.
- 6 - 15 septembre : Engagée dans la 1re Bataille de la Marne.

6 - 10, Bataille des Marais de Saint-Gond : combats dans la région de Sommesous, Montépreux.
À partir du 10, poursuite par Saint-Quentin-sur-Coole et Tilloy-et-Bellay, en direction de Saint-Hilaire-le-Grand.
- 15 septembre 1914 – 21 août 1915 : Engagée dans la 1re Bataille de l’Aisne : violents combats vers Souain. Puis stabilisation du front et occupation d'un secteur vers la ferme des Wacques et l'ouest de Souain.

1er octobre : front étendu à droite jusqu'au bois Sabot (guerre des mines) : 12, 31 octobre et 25 novembre, attaques françaises vers le moulin de Souain.
Engagée dans son secteur, à partir du 21 décembre, dans la 1re Bataille de Champagne :
21 décembre : violentes attaques françaises.
12 février 1915 : attaques françaises sur le bois Sabot.

#### 1915
- 21 août 1915 – 15 juin 1916 : Retrait du front et transport par camions vers Villers-Marmery ; repos.

À partir du 17 septembre, occupation d'un secteur vers la ferme de Moscou et la ferme des Marquises :
25 septembre-6 octobre : seconde bataille de Champagne
19 octobre, attaque allemande par gaz.
27 octobre, nouvelle attaque allemande par gaz.
À partir du 29 octobre, mouvement de rocade et occupation d'un secteur vers Auberive-sur-Suippe et la ferme de Moscou, réduit à gauche, le 3 mai 1916, jusqu'au chemin de Baconnes à Vaudesincourt.

#### 1916
- 15 – 23 juin : Retrait du front ; repos au nord-est de Châlons-sur-Marne.
- 23 juin – 13 juillet : Transport par camions dans la région de Verdun.

À partir du 30 juin, engagée dans la Bataille de Verdun, vers le bois d'Haudromont et la côte de Froideterre.
30 juin, 1er, 4, 7 et 11 juillet, combats vers Thiaumont.
- 13 – 23 juillet : Retrait du front et repos vers Chevillon.

À partir du 18 juillet, transport par V.F. dans la région de Vadenay et repos.
- 23 juillet 1916 – 30 juin 1917 : Mouvement vers le nord et occupation d'un secteur vers Tahure et la Courtine, étendu à gauche, le 29 août, jusque vers la cote 193.

Mouvement de rocade, et, le 28 avril 1917, occupation d'un nouveau secteur entre le chemin de Souain à Sainte-Marie-à-Py et Auberive-sur-Suippe : en avril et mai, fréquents engagements de part et d'autre (Bataille des monts de Champagne).

#### 1917
- 30 juin – 12 juillet : Retrait du front et repos vers Vadenay.
- 12 juillet – 3 août : Transport par V.F. dans la région de Bar-sur-Aube ; repos et instruction.

À partir du 30 juillet, mouvement vers Châlons-sur-Marne.
- 3 août – 25 septembre : Occupation d'un secteur vers le mont Haut et le mont Cornillet.
- 25 septembre – 13 octobre : Retrait du front et repos au nord de Châlons-sur-Marne.
- 13 octobre – 15 novembre : Transport dans la région de Verdun, puis occupation d'un secteur vers le bois des Caurières et le bois le Chaume : engagements violents les 25 et 29 octobre, 6 et 9 novembre (2e Bataille Offensive de Verdun).
- 15 novembre – 5 décembre : Retrait du front ; repos vers Heiltz-le-Maurupt et Vanault-les-Dames.
- 5 décembre 1917 – 23 mars 1918 : Transport par camions vers le front et le 8 décembre, occupation d'un secteur entre l'Aire et le Four de Paris.

#### 1918
- 23 mars – 5 mai : Retrait du front ; mouvement vers Triaucourt.

À partir du 31 mars, transport par camions, de Givry-en-Argonne, dans la région de Saint-Just-en-Chaussée ; repos et instruction.
- 5 mai – 8 août : Mouvement vers le front et occupation d'un secteur vers Ayencourt et Mesnil-Saint-Georges : 9 et 12 juin, attaques ennemies repoussées.
- 8 – 30 août : Engagée dans la 3e Bataille de Picardie : 10 août, prise de Montdidier, puis actions locales.

À partir du 22 août, en 2e ligne.
- 30 août – 15 septembre : Engagée dans la poussée vers la position Hindenburg : combats de Grivillers, de Tilloloy et de Popincourt ; passage du canal Crozat ; prise de Ly-Fontaine et du fort de Vendeuil.
- 15 septembre – 16 octobre : Organisation d'un secteur vers Hinacourt et l'ouest de Vendeuil, porté, le 23 septembre, jusqu'à Vendeuil.

À partir du 8 octobre, engagée vers Neuvilette et Thenelles, dans la bataille de Saint-Quentin ; puis combats dans la région de Mont-d'Origny.
- 16 octobre – 11 novembre : Retrait du front, puis mouvement vers Breteuil.

À partir du 24 octobre, transport par V.F. vers Bruyères
À partir du 30 octobre, occupation d'un secteur entre la Fave et le Rabodeau, étendu à gauche, le 6 novembre, jusqu'à la Chapelotte.

#### Rattachements
Affectation organique :
- Isolée : d’août 1914 à juin 1917
- 10e Corps d’Armée, de juin 1917 à novembre 1918

Affectation par armée :
- 1re armée 13 avril – 23 octobre 1918

- 2e armée 23 juin – 17 juillet 1916 13 octobre 1917 – 27 mars 1918

- 3e armée 5 – 12 avril 1918

- 4e armée 4 – 28 août 1914, 18 juillet 1916 – 12 octobre 1917, 28 – 30 mars 1918

- 5e armée 11 – 15 août 1914, 7 octobre 1914 – 22 juin 1916

- 6e armée 31 mars – 4 avril 1918

- 7e armée 24 octobre – 11 novembre 1918, mai 1940 - juin 1940.

- 9e armée 5 septembre – 6 octobre 1914

- Intérieur 2 – 10 août 1914

- DAF 29 août – 4 septembre 1914

## L’entre-deux-guerres
La division est dissoute en avril 1919.

## Seconde Guerre mondiale

### Composition
- 241e Régiment d'Infanterie
- 270e Régiment d'Infanterie
- 271e Régiment d'Infanterie
- 50e régiment d'artillerie mixte divisionnaire
- 68e groupe de reconnaissance de division d'infanterie
- et tous les services (Sapeurs mineurs, télégraphique, compagnie auto de transport, groupe sanitaire divisionnaire, groupe d'exploitation etc.)

Parcours pendant la seconde guerre mondiale :

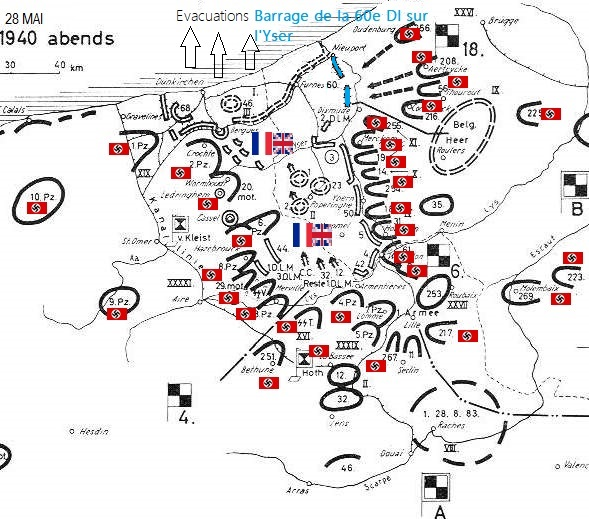
Défense de la 60e Division d'infanterie dans l'opération Dynamo. De Nieuport à Dixmude inclus.

Division de série B, composée d'un grand nombre de réservistes, la 60e division d'infanterie est mise sur pied au cours de la première quinzaine de septembre 1939 dans la IV région militaire (Rennes, Vitré, le Mans). Comprend le 241e RI, le 270e RI et le 271e RI. Elle est commandée par le général de brigade de Montalivet, puis, à partir du 1er janvier 1940, par le général de brigade Deslaurens. le 16 octobre 1939, elle est rattachée au 16e corps et établit son PC à Esquelbecq. elle occupe alors un secteur de front, face à la frontière Belge, entre les Moëres et Dunkerque. À la date du 10 mai 1940 le 241e RI est commandé par le colonel De Chilly, le 270e RI par le lieutenant-colonel Falleur et le 271e RI par le colonel Périer. Son unité de reconnaissance, le 68e GRDI est sous les ordres du commandant O'Mahony, son régiment d'artillerie, le 50e régiment d'artillerie mixte divisionnaire est sous les ordres du lieutenant-colonel Joudan.  
En mai 1940, la 60e DI est loin d'être complète. Elle est déficitaire en cadres et en personnel ainsi qu'en armement individuel (mousquetons et revolvers). Son armement antichar n'est pas complet (il manque notamment dans les régiments) et ses mortiers de 81 mm sont périmés et dépourvus d'appareil de pointage. Son matériel auto est déficitaire et en mauvais état.
La Belgique et les Pays-Bas qui sont envahies demandent de l'aide à la France, la 60e division quitte la frontière pour rejoindre le sud ouest des Pays-Bas (secteur Breda et les îles). Les véhicules et armements lourds arrivent rapidement sur place alors que les régiments d'infanterie doivent traverser la Belgique à pied.
Du 10 au 15 mai 1940 à la suite de la percée de Sedan, la 60e DI est encerclée avec la 7e armée française et la BEF (Corps expéditionnaire britannique, British Expeditionnary Force). 
Le 17 mai, un des 3 régiments d'infanterie de la division est pris dans de violents combats dans les îles de Zélande, le général Deslaurens de la 60e Di est tué l'arme à la main avec près de 70 hommes (majoritairement du 271e RI). Dans la soirée la 7e armée a entièrement évacué le territoire belge. Seules les 60e et 68e divisions d'infanterie, regroupées dans la région de Bruges et formant le 16e corps d'armée du général Falgade restent sur place pour soutenir l'armée belge. Après le départ de la 68e DI pour Dunkerque et la capitulation de l'armée belge, la 60e division combat sur l'Yser afin de ralentir les Allemands. Les rescapés de la 60e DI participent ensuite à l'évacuation des troupes anglaises (opération Dynamo) et au siège de Dunkerque jusqu'au 4 juin 1940 dans des conditions extrêmement difficiles. Le 3 juin, alors que les Anglais et la majeure partie de l'armée française ont été évacués, les 3500 derniers hommes de la 60e division sont acculés sur la côte par l'armée allemande qui entoure Dunkerque qui n'est plus qu'une ruine. Les bateaux alliés reviendront dans la soirée pour secourir les derniers soldats Français, la 60e division reçoit l'ordre de détruire ses armes et de rejoindre la plage de Malo-les-Bains afin d'embarquer. Protégés par une seule compagnie du 2e bataillon du 270e RI qui a conservé ses armes, les soldats attendront les bateaux toute la nuit, en vain aucun de viendra sur cette plage. La division est faite prisonnière le 4 juin au matin.